# Паразавролоф
Паразавролоф, или паразауролоф (лат. Parasaurolophus, от др.-греч. para — возле, и Saurolophus: др.-греч. sauros — ящер, и др.-греч. lophos — гребень), — род утконосых динозавров из подсемейства ламбеозаврин (Lambeosaurinae), живших во времена позднемеловой эпохи. Ископаемые остатки обнаружены на территории Северной Америки, в провинции Альберта в Канаде и штатах Нью-Мексико и Юта в США.
Впервые род был научно описан в 1922 году Уильямом Парксом. Типовой вид Parasaurolophus walkeri известен по остаткам из отложений формации Дайносор-Парк в Альберте (76,5—75,3 млн лет). Впоследствии в составе рода были описаны Parasaurolophus tubicen из формации Киртленд в Нью-Мексико (74,3—73 млн лет) и Parasaurolophus cyrtocristatus из формаций Фрутленд и Кайпаровиц в Нью-Мексико и Юте соответственно (75,5—74,5 млн лет). Charonosaurus jiayinensis из маастрихта Китая, обычно выделяемый в собственный род, может быть четвёртым видом паразавролофа.

## Описание

Parasaurolophus cyrtocristatus (слева, розовый) and Parasaurolophus walkeri (справа, синий) в сравнении с человеком

Как и в случае с большинством динозавров, скелеты паразавролофов являются неполными. Длина голотипа P. walkeri оценочно составляет 9,45 м, оценки массы тела на основе аллометрии показывают, что 9-метровая особь весила более 5 т. Грегори Пол оценил среднюю длину взрослого P. walkeri в 7,5 м, а массу в 2,6 т. Череп P. walkeri достигает примерно 1,6 м в длину, включая гребень, в то время как череп P. tubicen превышает 2 м, что указывает на более крупные размеры животного. Единственная известная передняя конечность относительно короткая для гадрозаврид, с короткой, но широкой лопаткой. Бедренная кость P. walkeri достигает в длину 103 см и массивная для своей длины, если сравнивать с костями других гадрозаврид. Плечевая кость и кости таза тоже сложены очень крепко.
Как и другие гадрозавриды, паразавролофы могли ходить как на двух, так и на четырёх конечностях. Вероятно они предпочитали пастись на четырёх конечностях, а бегать на двух. Нервные отростки на позвонках высокие, что характерно для ламбеозаврин (Lambeosaurinae). В самом высоком месте над бёдрами спина благодаря им увеличивала высоту. Известны отпечатки кожи P. walkeri с однородными бугоркообразными чешуйками, но без более крупных структур.

### Череп

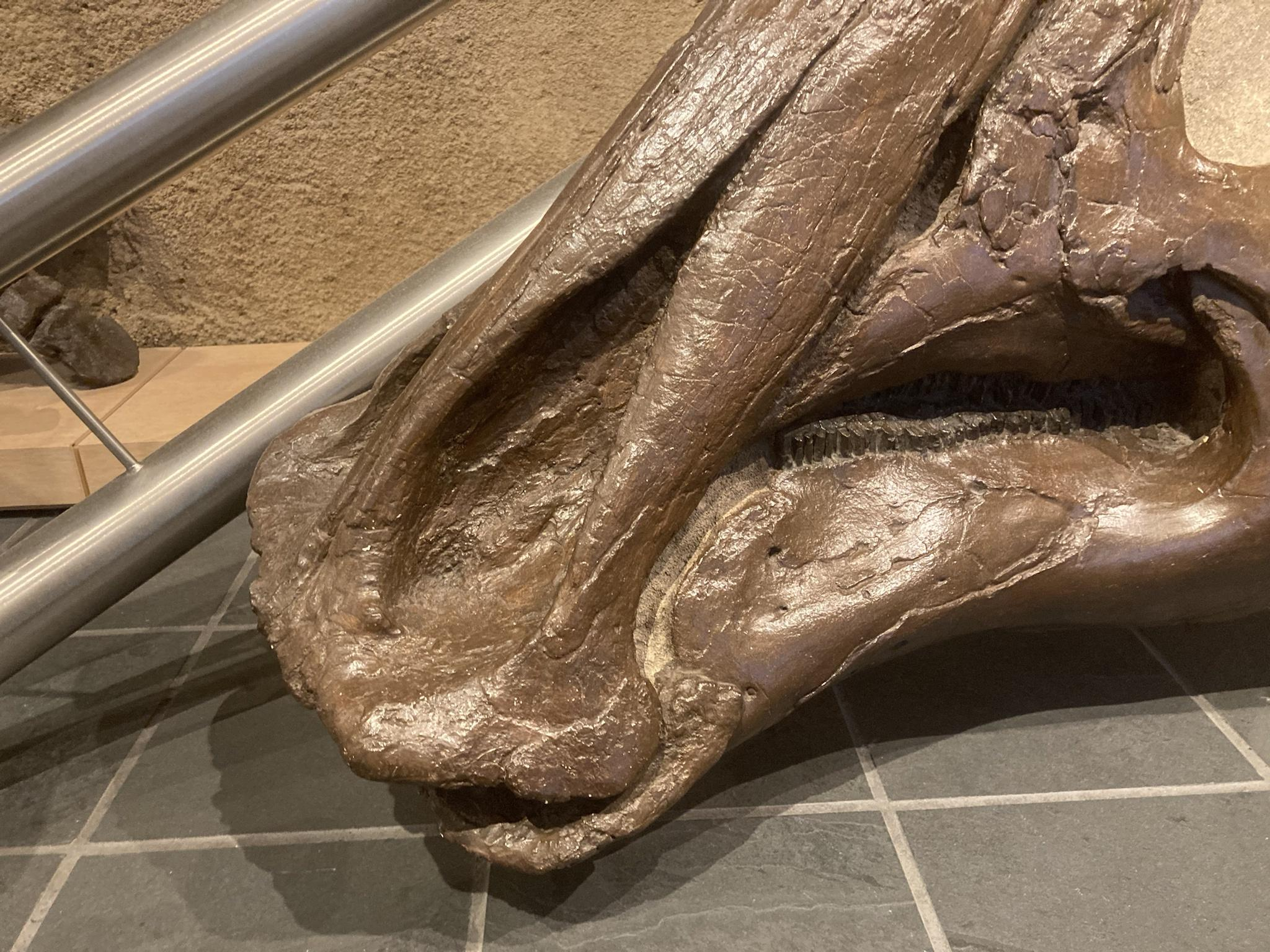
Клюв и зубы Parasaurolophus walkeri

Наиболее заметной особенностью животного является гребень, выступающий из задней части головы и состоящий из предчелюстной и носовой костей. Гребень был полым, с отдельными трубками, ведущими от каждой ноздри к концу гребня, где они меняют направление и ведут обратно вниз по гребню в череп. Трубки самые простые у P. walkeri и более замысловатые у P. tubicen, у которого некоторые трубки были сплошные, а другие сходятся и расходятся. В то время как P. walkeri и P. tubicen обладали длинными гребнями с небольшой кривизной, у P. cyrtocristatus имелся короткий гребень с более округлым профилем.

## Палеоэкология

### Альберта
Parasaurolophus walkeri из формации Дайносор-Парк является частью разнообразной и хорошо задокументированной доисторической фауны, включающей хорошо известных динозавров, таких как рогатые центрозавр (Centrosaurus), хасмозавр (Chasmosaurus) и стиракозавр (Styracosaurus), орнитомимид струтиомим (Struthiomimus), утконосые грипозавр (Gryposaurus) и коритозавр (Corythosaurus), тираннозавриды горгозавр (Gorgosaurus) и дасплетозавр (Daspletosaurus), а также бронированные эдмонтония (Edmontonia), Euoplocephalus и Dyoplosaurus. P. walkeri — редкий элемент этой фауны. Ландшафт формации Парк динозавров реконструируется как низкие речные поймы, которые со временем стали более заболоченными и подвергались влиянию моря, поскольку Западное внутреннее море трансгрессировало в западном направлении. Климат был теплее, чем в современной Альберте, без заморозков, но с влажными и сухими сезонами. Хвойные деревья, видимо, преобладали в пологе лесов, тогда как в подлеске произрастали папоротники, древовидные папоротники и цветковые растения.
Некоторые из менее распространённых гадрозаврид формации Парк динозавров в Провинциальном парке динозавров, включая Parasaurolophus, могут быть представлены остатками особей, которые умерли во время миграции через данный регион. Не исключено, что их средой обитания являлись более высокие местности, где животные гнездились или кормились. Присутствие Parasaurolophus и Kritosaurus в ископаемых отложениях северных широт может иллюстрировать фаунистический обмен между различными северными и южными биомами в позднемеловой Северной Америке. Оба таксона редки за пределами южного биома, где, наряду с пентацератопсами (Pentaceratops), они являются преобладающими представителями фауны.

### Нью-Мексико

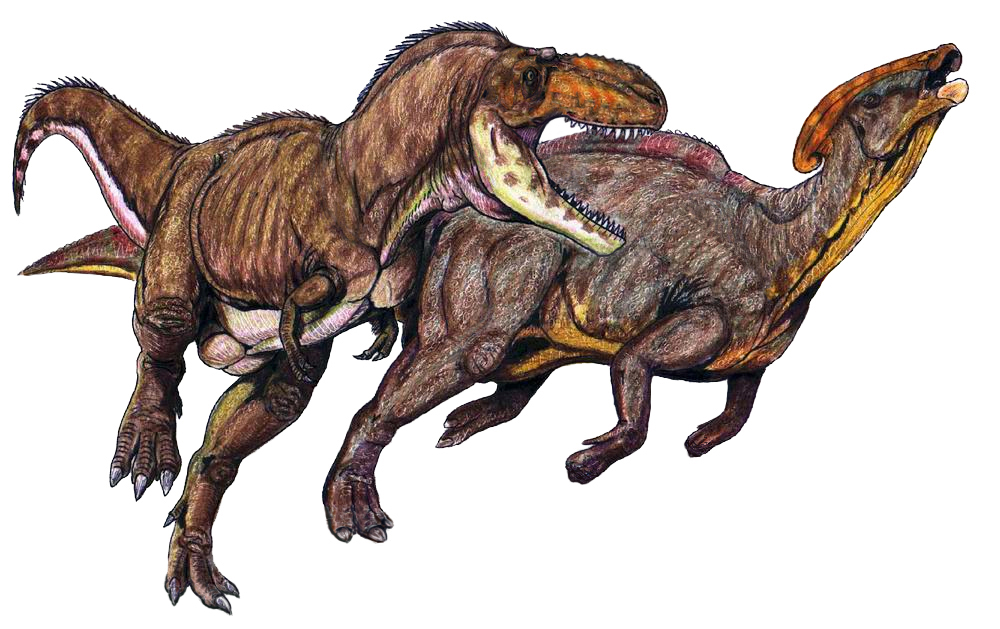
Тератофоней атакует P. cyrtocristatus

В формации Фрутленд в Нью-Мексико P. cyrtocristatus делил жизненное пространство с другими орнитисхиями и тероподами. В частности, его современниками были цератопс Pentaceratops sternbergii, пахицефалозавр Stegoceras novomexicanum. В этих же отложениях найдены неопознанные окаменелости, принадлежащие тираннозавридам, ?Ornithomimus, ?Troodontidae, ?Saurornitholestes langstoni, ?Struthiomimus, Ornithopoda, ?Chasmosaurus, ?Corythosaurus, Hadrosaurinae, гадрозавридам и цератопсидам. Во времена паразавролофов формация Фрутленд была болотистой местностью, расположенной в низинах и близко к берегу Западного внутреннего моря. Самая нижняя часть формации Фрутленд чуть моложе 75,56 ± 0,41 млн лет назад, а самая верхняя граница датируется 74,55 ± 0,22 млн лет назад.
Появившийся немного позже, чем вид из формации Фрутленд, P. tubicen также найден в Нью-Мексико, в формации Киртленд. Из этой формации происходят многочисленные группы позвоночных, в том числе рыбы, крокодиломорфы, орнитисхии, заврисхии, птерозавры и черепахи. Рыбы представлены двумя видами: Melvius chauliodous и Myledalphus bipartitus. К крокодиломорфам относятся Brachychampsa montana и Denazinosuchus kirtlandicus. Орнитисхии из формации представлены гадрозавридами Anasazisaurus horneri, Naashoibitosaurus ostromi, Kritosaurus navajovius и P. tubicen, анкилозавридами Ahshislepelta minor и Nodocephalosaurus kirtlandensis, цератопсами Pentaceratops sternbergii и Titanoceratops ouranos, пахицефалозаврами Stegoceras novomexicanum и Sphaerotholus goodwini. К заврисхиям относятся тираннозаврид Bistahieversor sealeyi, орнитомимид Ornithomimus sp. и троодонтид «Saurornitholestes» robustus. Известен один птерозавр — Navajodactylus boerei. Черепахи довольно многочисленны: в формации найдены Denazinemys nodosa, Basilemys nobilis, Neurankylus baueri, Plastomenus robustus и Thescelus hemispherica. Неидентифицированные таксоны включают окаменелости крокодиломорфа ?Leidyosuchus и теропод ?Struthiomimus, троодонтид и тираннозаврид. Нижняя граница формации Киртленд датируется 74,55 ± 0,22 млн лет назад, а верхняя — около 73,05 ± 0,25 млн лет назад.

### Юта
Аргон-аргоновое радиометрическое датирование показывает, что формация Кайпаровиц образовалась между 76,6 и 74,5 миллионами лет назад, в кампанский век позднего мелового периода. В то время участок формации Кайпаровиц располагался недалеко от западного берега Западного внутреннего моря, разделявшего Северную Америку на два сухопутных массива: Ларамидию на западе и Аппалачию на востоке. Плато, где жили динозавры, представляло собой окружённую горами древнюю пойму, в которой преобладали большие каналы и обширные торфяные болота, пруды и озёра. Климат был влажным и благоприятствовал самым разным организмам. В этой формации представлена одна из лучших и наиболее протяжённых во времени позднемеловых наземных биот в мире.
Паразавролоф делил окружающую среду с другими динозаврами, такими как дромеозавридные тероподы, троодонтид Talos sampsoni, орнитомимиды, такие как Ornithomimus velox, тираннозавриды, такие как тератофоней (Teratophoneus), панцирные анкилозавриды, гадрозаврид Gryposaurus monumentensis, цератопсы Utahceratops gettyi, Nasutoceratops titusi и Kosmoceratops richardsoni и овирапторозавр Hagryphus giganteus. Палеофауна, присутствующая в формации Кайпаровиц, включала хрящевых рыб (акулы и скаты), лягушек, саламандр, черепах, ящериц и крокодилов, таких как высший хищник дейнозух. Здесь же обитали многочисленные ранние млекопитающие, включая многобугорчатых, сумчатых и насекомоядных.

### Комментарии
1. ↑  В справочнике The Dinosauria[англ.] говорится о возможном присутствии P. walkeri в отложениях формации Хелл-Крик в Монтане[5]. Тем не менее, обсуждаемый образец был обнаружен не в формации Хелл-Крик, а возле одноимённого ручья, в отложениях Пьер-Шейл[англ.], при этом его принадлежность к паразавролофу является спорной[8].